# Portachiatte

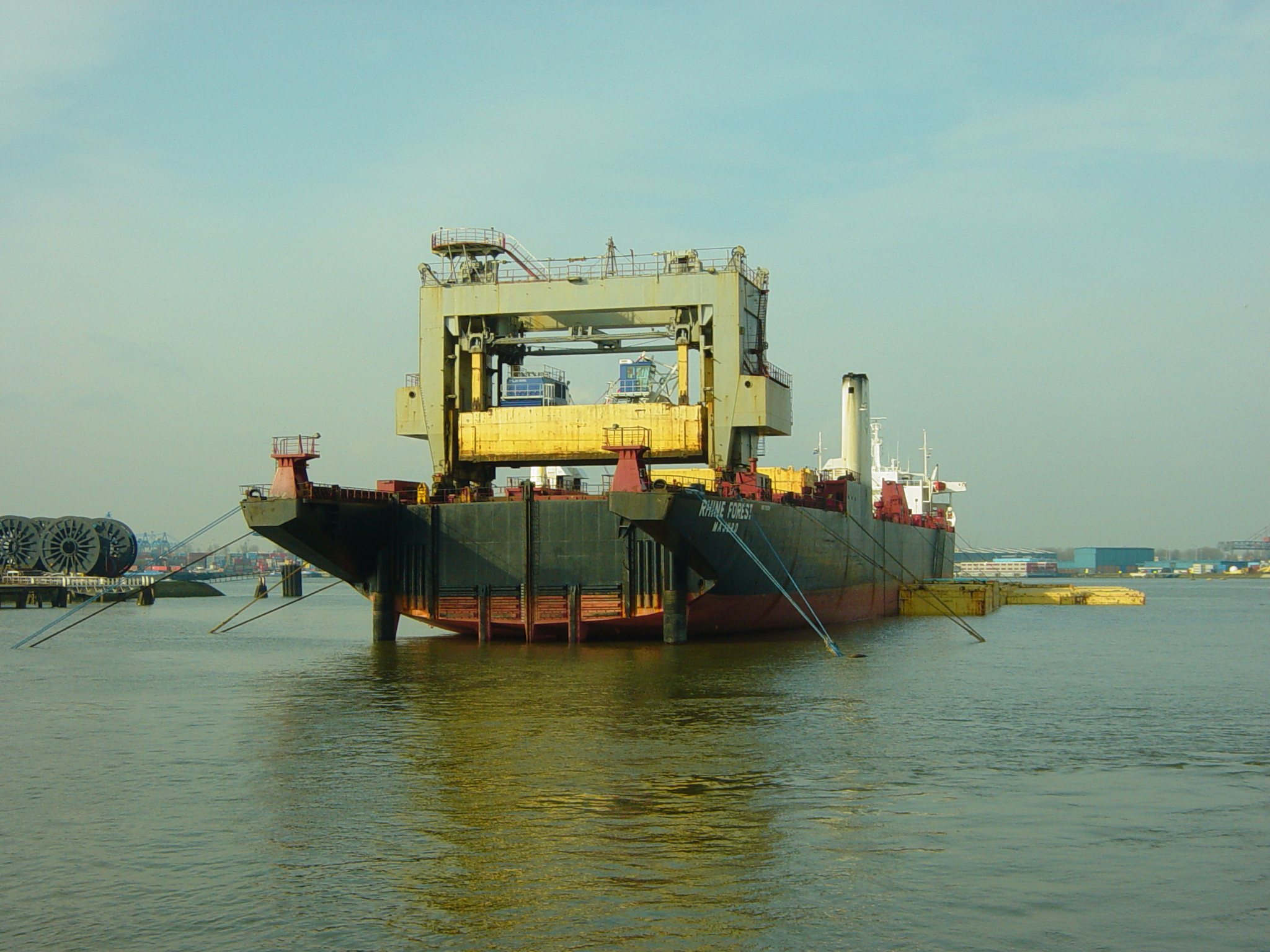
La Rhine Forest vista di poppa mentre con la sua gru a portale carica una chiatta nel porto di Rotterdam

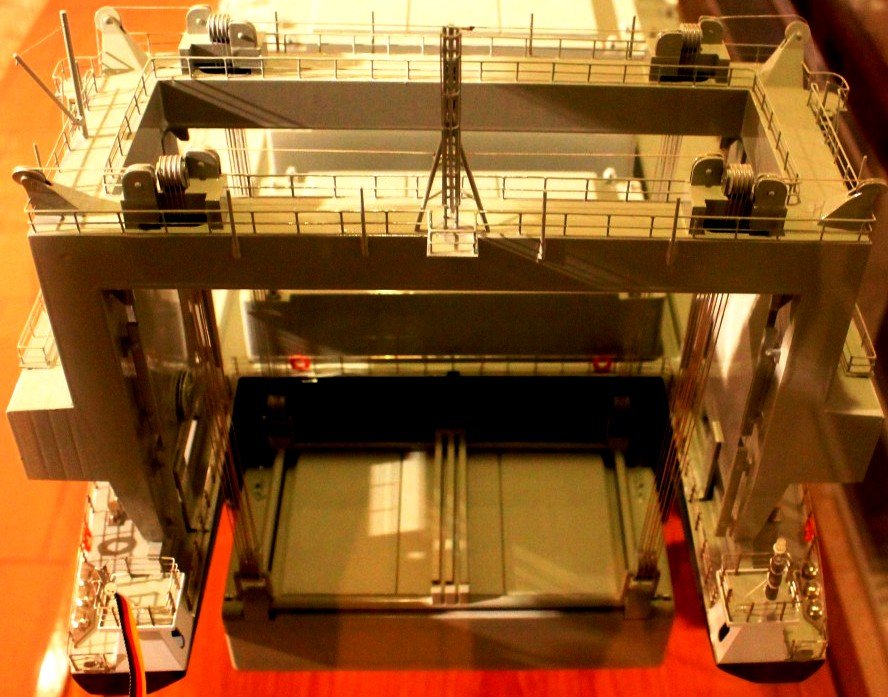
Dettaglio di una gru a portale su un modellino della München conservato presso il Museo tedesco della navigazione marittima

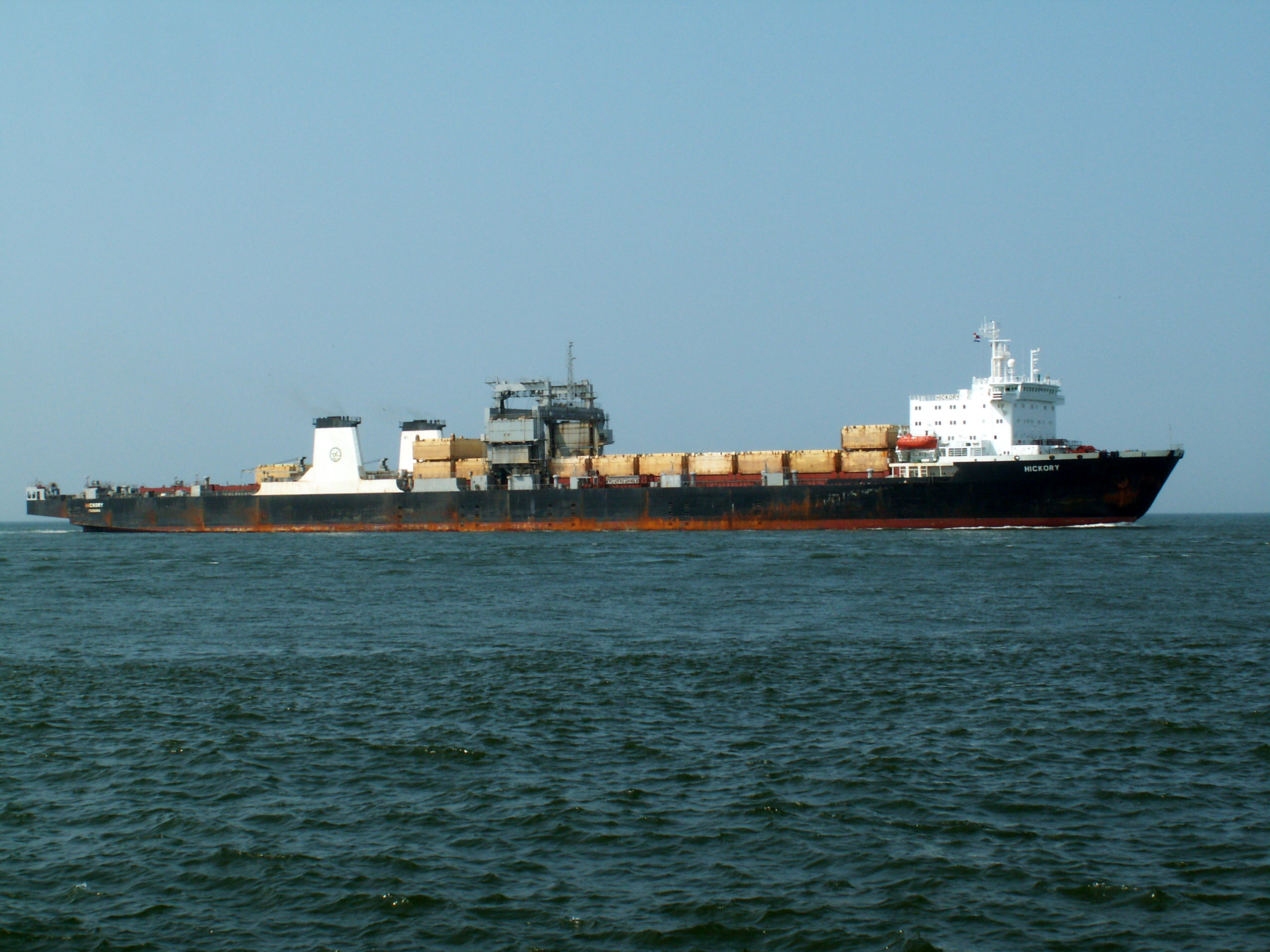
Profilo della Hickory

La portachiatte è un tipo di nave da carico che, per mezzo di una gru a portale che per quasi tutta la lunghezza della nave scorre su un binario da prua verso poppa, carica le chiatte (precedentemente posizionate e preparate da uno spintore) di dimensioni standard del sistema LASH (lighter aboard ship ovvero "nave con chiatte a bordo") e le cala in appositi alloggiamenti nella stiva e/o sul ponte di coperta.